# The Royal Oak
The Royal Oak é um filme mudo de drama histórico produzido no Reino Unido e lançado em 1923. Foi baseado na peça teatral The Royal Oak, de Henry Hamilton e Augustus Harris.